# Melica fugax
Melica fugax är en gräsart som beskrevs av Henry Nicholas Bolander. Melica fugax ingår i släktet slokar, och familjen gräs. Inga underarter finns listade i Catalogue of Life.